# Gare de Rosporden
Gare de Rosporden vasútállomás Franciaországban, Rosporden településen.

## Vasútvonalak
Az állomást az alábbi vasútvonalak érintik:
- Savenay–Landerneau-vasútvonal
- Rosporden-Concarneau-vasútvonal

## Kapcsolódó állomások
A vasútállomáshoz az alábbi állomások vannak a legközelebb:
- Gare de Bannalec (Gare de Savenay, Savenay–Landerneau-vasútvonal)
- Gare de Quimper (Gare de Landerneau, Savenay–Landerneau-vasútvonal)